# Maitaca-de-cara-manchada
A maitaca-de-cara-manchada (Pionus tumultuosus) é uma espécie de ave da família dos Psittacidae.
Encontra-se na Bolívia, Colômbia, Equador, Peru, e Venezuela. Seus habitat naturais são florestas úmidas subtropicais ou tropical das montanhas.

## Etimologia
"Maitaca" origina-se do termo tupi mba'é taka, que significa "coisa barulhenta".